# 埃及小体属
埃及小体属为埃里希氏体科的一属细菌。该属的模式种为（Aegyptianella pullorum）。

## 下属物种
- 雏埃及小体 Aegyptianella pullorum Carpano 1929，鸡埃及焦虫